# Úszó-patak
A Úszó-patak az Északi-Bükk területén ered, Bükkmogyorósdtól nyugati irányban. A patak Lénárddarócnál a Csernely-patakba torkollik.

## Lefolyása
A patak forrásától kezdve észak felé halad, majd keletnek fordul Bükkmogyorósdnál, ahol több kisebb vízfolyást vesz fel, majd észak felé veszi az irányt és Lénárddaróctól délnyugatra a Csernely-patakba torkollik. A patak a Lázbérci-víztározó vízgyűjtő területén található.

## Part menti települések
A patak partján található Bükkmogyorósd.